# Tara Fischer
Tara Fischer (* 24. Juli 1998 in Leipzig) ist eine deutsche Schauspielerin.

## Karriere
2011 gab Tara Fischer ihr Debüt in dem Fernsehfilm Nach all den Jahren in der Nebenrolle der Doro, die Freundin des von Lukas Schust verkörperten Jugendlichen Philipp. 2013 spielte sie im Fernsehfilm Am Ende der Lüge unter der Regie von Marcus O. Rosenmüller an der Seite von Katharina Böhm die Rolle der pubertierenden Tochter.
2014 spielte sie in zwei Folgen der Fernsehserie In aller Freundschaft eine Gastrolle. Im 2014 in Schweden gedrehten Inga-Lindström-Film In deinem Leben spielte sie an der Seite von Hendrik Duryn und Suzan Anbeh. Am 24. Dezember 2015 kam der Kinofilm Bruder vor Luder in die Kinos, in dem Tara Fischer eine der beiden weiblichen Hauptrollen (Bella) spielt.
2017 hatte Tara Fischer eine Hauptrolle als Mila im ZDF-Krimi Helen Dorn und spielte an der Seite von Anna Loos ein Heimkind unter übler Vormundschaft. 2019 hatte sie eine Nebenrolle im Politthriller Der Fall Collini.
Fischer schloss 2016 ihr International Baccalaureate Diploma an der Leipzig International School ab. Seit 2021 studiert sie Schauspiel an der Hochschule für Musik und Theater Rostock. In dieser Zeit stand sie im Stück Krankheit der Jugend am Volkstheater Rostock auf der Bühne. Tara Fischer spricht deutsch und englisch.

## Filmografie
- 2012: Der Turm (Fernsehzweiteiler)
- 2013: SOKO Leipzig (Fernsehserie, Folge Einer zahlt immer)
- 2013: Am Ende der Lüge – Regie: Marcus O. Rosenmüller
- 2013: Nach all den Jahren
- 2014: In aller Freundschaft (Fernsehserie, 2 Folgen)
- 2014: Ein Fall von Liebe (Fernsehserie, Folge Gefährliche Ente)
- 2015: Katie Fforde – Vergissmeinicht (Fernsehreihe)
- 2015: Inga Lindström – In deinem Leben (Fernsehreihe)
- 2015: Bruder vor Luder (Kinofilm)
- 2016: Hilfe, wir sind offline!
- 2017: Helen Dorn: Verlorene Mädchen (Fernsehreihe)
- 2017–2020: Der Barcelona-Krimi (Fernsehreihe)
  - 2017: Über Wasser halten
  - 2017: Tod aus der Tiefe
  - 2020: Entführte Mädchen
  - 2020: Blutiger Beton
- 2017–2020: Dark (Fernsehserie, 4 Folgen)
- 2017: Ionela – Regie: Christoph Lacmanski
- 2018: In aller Freundschaft – Die jungen Ärzte (Fernsehserie, Folge Eine Frage des Vertrauens)
- 2018: Klassentreffen 1.0 (Kinofilm)
- 2019: Walpurgisnacht – Die Mädchen und der Tod – Regie: Hans Steinbichler
- 2019: Und tot bist Du! – Ein Schwarzwaldkrimi (Fernsehreihe, Zweiteiler)
- 2019: Der Fall Collini
- 2019: Inga Lindström: Klang der Sehnsucht (Fernsehreihe)
- 2020: SOKO Wismar (Fernsehserie, Folge Wann, wenn nicht jetzt?)
- 2023: Düstersee
- 2025: Nord Nord Mord – Sievers und der tiefe Schlaf (Fernsehreihe)